# Bromometà
El Bromometà, normalment conegut com a bromur de metil, és un compost organobromat amb la fórmula química CH₃Br. És un gas incolor no inflamable que es produeix tant per la indústria com biològicament. Té una forma tetrahèdrica i ataca la capa d'ozó. Es va usar molt com plaguicida fins a la seva prohibició, en molts països, a partir de princii de la dècada del 2000.
En els oceans s'estima que els microorganismes marins en produeixen d'1 a 2 mil milions de kg cada any.
 També en produeixen en petites quantitats plantes terrestres com les de la família de les brassicàcies. Es fabrica industrialment fent reaccionar metanol amb bromur d'hidrogen: 
CH₃OH + HBr → CH₃Br + H₂O

## Usos
L'any 1999, es va estimar que se'n van produir sintèticament unes 71.500 tones. El 97% es va usar en fumigacions i el 3% per fabricar altres productes.